# Bo Haglund
Bo Göran Haglund, född 12 juli 1963 i Helsingfors, är en finländsk konstnär. 
Haglund studerade vid Konstindustriella högskolan, institutionen för konstfostran 1982–1985 samt scenografi 1985–1992. Fortsatta studier på magisterlinjen vid samma högskola ledde till magisterexamen 2000. Han har prisats som tecknare och utgivare av bland annat tre seriealbum. Hans målningar i stort format på gränsen mellan det abstrakta och föreställande har varit detaljrika och utförda med skärpa och precision. Utgångspunkten för hans senaste verk har varit turbulenta fenomen i samhället, naturen, i individen och i tiden. Mångsidighet har karakteriserat Haglunds konstnärlighet. I hans breda register har vid sidan av måleriet och tecknandet även rymts skulptur, videoinstallationer, scenografi för teater och film samt till exempel textil- och produktdesign för Marimekko.